# Уэллер, Дэвид
Дэвид Уэллер (англ. David Weller, род. 11 февраля 1957 в Портморе, Ямайка) — ямайский трековый велогонщик. Бронзовый призёр Летних Олимпийских игр 1980 года в гите с места на 1000 м.

## Биография
Выиграв бронзу на Олимпийских играх 1980 года в Москве, стал первым ямайским спортсменом — обладателем олимпийских медалей не в лёгкой атлетике. В 1979 и 1981 годах признавался спортсменом года в Ямайке.